# Athelney
Athelney est un lieu-dit du Somerset, dans le sud-ouest de l'Angleterre. Il s'agit d'un ancien îlot de terre ferme au cœur des marécages des Somerset Levels. Il est particulièrement associé au roi anglo-saxon Alfred le Grand, qui s'y réfugie lors de l'invasion du Wessex par les Vikings.

## Étymologie
Athelney provient du vieil anglais Æthelingaeigge, c'est-à-dire l'île (ēg) des princes (ætheling). Ce nom est attesté sous la forme Adelingi dans le Domesday Book, à la fin du XIe siècle.

## Histoire
Au début de l'année 878, les Vikings de la Grande Armée, menés par le chef Guthrum, attaquent par surprise Alfred le Grand à Chippenham. Le roi parvient à s'échapper et se réfugie dans les marécages du Somerset. La Chronique anglo-saxonne et l'Histoire du roi Alfred d'Asser rapportent qu'Alfred fonde une forteresse sur l'îlot d'Athelney pour y reconstituer ses forces durant l'hiver. C'est à ce moment-là qu'aurait pris place l'histoire des gâteaux brûlés, une anecdote dépourvue de tout fondement historique qui n'est rapportée que plusieurs siècles plus tard, dans les Annales de St Neots. Alfred quitte l'île au printemps et parvient à rassembler suffisamment d'hommes pour remporter une victoire décisive sur les Vikings à la bataille d'Ethandun au mois de mai.
En remerciement de cette victoire, il fonde l'abbaye d'Athelney (en) et la confie à son conseiller Jean le Saxon. Ce monastère disparaît en 1539, lors de la dissolution des monastères ordonnée par le roi Henri VIII.
Un monument commémoratif est édifié au sommet de l'île en 1801 sous la direction du baronnet John Slade, alors propriétaire des lieux.